# Японская овсянка
Япо́нская овся́нка (лат. Emberiza sulphurata) — мелкая птица семейства овсянковых, распространённая в Восточной Азии. Размножается исключительно на островах Японии, в зимние месяцы мигрируя на юг.
Японская овсянка была описана Конрадом Якобом Темминком и Германом Шлегелем в 1848 году. Международный союз охраны природы относит её к видам, вызывающим наименьшие опасения.
Общая популяция японских овсянок невелика и в настоящее время стабильна, вид не считается уязвимым. Им наносит вред потеря естественной среды обитания, использование пестицидов и попадание в ловушки для торговли в клетках.

## Описание
Тело длиной около 14 см, серый короткий клюв. Самец сверху преимущественно серо-зелёный, имеет чёрные полосы на спине. Низ жёлто-зелёный (ярче всего на горле и животе), с полосами по бокам. Подбородок узкий и чёрный, наружные хвостовые перья белые, уздечка также чёрная. Самка похожа на самца, но бледнее, без черного окраса на уздечке и подбородке.

## Распространение
Японская овсянка гнездится на севере острова Хонсю, Япония, с апреля по август, после чего отдельные особи мигрируют либо через Северную и Южную Кореи (включая южнокорейский остров Марадо) и прибрежный материковый Китай, либо вдоль цепи островов к юго-западу от Хонсю через Сикоку и Кюсю, на зимовку на Тайвань и на юг до Лусона, Филиппины. Большое количество японских овсянок наблюдается в провинции Северный Илокос на крайнем северо-западе Лусона.
По меньшей мере несколько раз японская овсянка наблюдалась в середине зимы с южного побережья материкового Китая (Фуцзянь, Гуандун) и Гонконга, и, по крайней мере, раньше некоторые особи оставались на юге Японии или зимовали на островах Рюкю.
Вид считается в целом редким в ограниченном ареале размножения в Японии. Предполагается, что его численность значительно сократилась в течение XX века. За последние полвека численность и распространение гнездящихся птиц сначала стабилизировались, а затем увеличились.

## Образ жизни

### Миграция
Некоторые птицы зимуют на южных островах Японии, однако большинство улетает далее на юг. Их появление было зафиксировано на Филиппинах, в Тайване, Гонконге и юго-восточном Китае.

## Размножение
Сезон размножения у японских овсянок длится с середины мая до начала июля. Кладка содержит от 3 до 5 яиц. Птицы размножаются только в Японии, что встречается редко. В основном они встречаются на крупнейшем острове — Хонсю, но также могут пребывать на островах Кюсю и Хоккайдо. Размножение происходит в лесах на высоте 600—1500 метров над уровнем моря, главным образом в центральной и южной части Хонсю.